# تعويض مالي

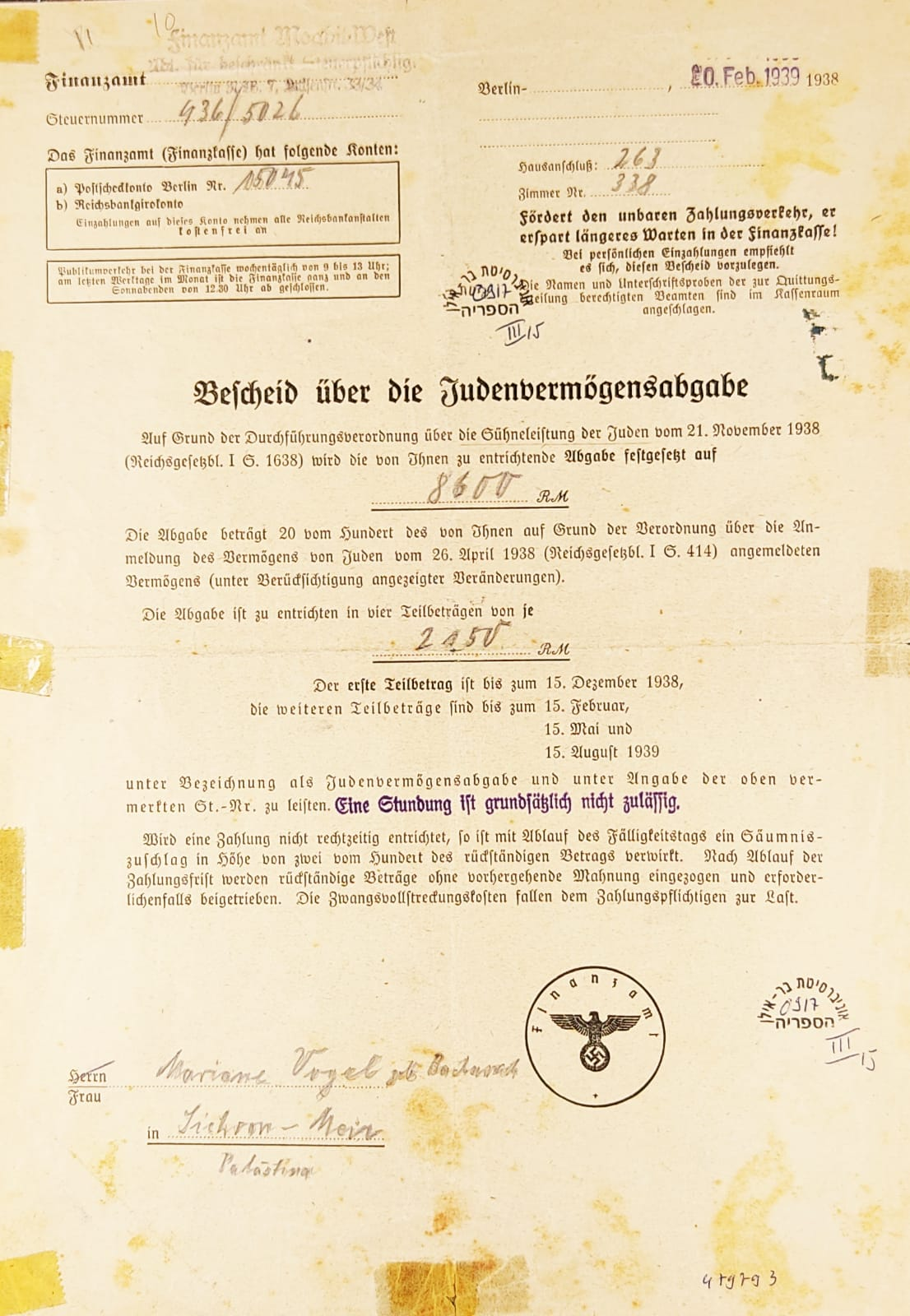
وثيقة موجهة إلى ماريان فوجل تطالب بدفع الغرامة لتمويل ليلة الكريستال.

التعويض المالي (بالانجليزية: financial compensation)
ويشير التعويض المالي إلى تزويد الشخص بأموال أو اشياء أخرى ذات قيمة اقتصادية مقابل  سلعهم أو عمالهم أو تغطية تكاليف الاصابات التي تكبدوها.
تشمل أنواع التعويضات المالية ما يلي:
الاضرار، المصطلح القانوني للتعويض المالي القابل للاسترداد بسبب اخلال الآخر بواجبه
تعويض التأميم، التعويض المدفوع في حالة تأميم الممتلكات، دفع
التعويض، التعويض المؤجل، التعويض التنفيذي، العائدات، الراتب، الاجر، استحقاقات الموظفين
تعويض العمال: لحماية الموظفين الذين تكبدوا اصابات متعلقة بالعمل.